# Hekinan

Hekinan (碧南市 Hekinan-shi?) este un municipiu din Japonia, prefectura Aichi.